# ピカーレル (SS-524)
|          |                                                  |
| 艦歴     |                                                  |
| 発注:    |                                                  |
| 起工:    | 1944年2月8日                                     |
| 進水:    | 1944年12月15日                                   |
| 就役:    | 1949年4月4日                                     |
| 退役:    |                                                  |
| その後:  | イタリアに売却                                   |
| 除籍:    | 1977年12月5日                                    |
| 性能諸元 |                                                  |
| 排水量:  | 1,570トン（水上）、 2,428トン（水中）            |
| 全長:    | 311.8 ft                                         |
| 全幅:    | 27.3 ft                                          |
| 吃水:    | 15.3 ft                                          |
| 機関:    |                                                  |
| 最大速:  | 20ノット（水上） 9ノット（水中）                 |
| 乗員:    | 士官、兵員76名                                   |
| 兵装:    | 5インチ砲1門、20mm砲2門、 21インチ魚雷発射管10門 |

ピカーレル (USS Pickerel, SS-524) は、アメリカ海軍の潜水艦。テンチ級潜水艦の一隻。艦名はカワカマス属（パイク）の若魚または小型種の総称に因む。その名を持つ艦としては2隻目。

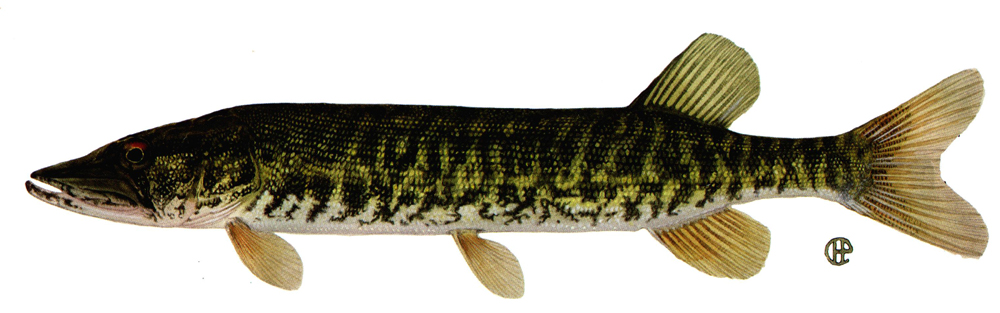
グラス・ピッケレル（Grass pickerel）

## 艦歴
ピカーレルは1944年2月8日にマサチューセッツ州ボストンのボストン海軍工廠で起工した。1944年12月15日に洗礼式無しで進水し、メイン州キタリーのポーツマス海軍造船所に牽引された後完成した。1949年4月4日にジョンR.ムーア夫人によって命名され、艦長ポール・R・シュラッツ少佐の指揮下就役する。
公試後ピカーレルは8月10日にコネチカット州ニューロンドンを出航し、東海岸の港やパナマ運河を経由してハワイに向かう。9月28日に真珠湾に到着し、第11潜水艦隊に合流した。
1950年3月16日から4月5日までの21日間でピカーレルは、香港から真珠湾までの5,200マイルの完全潜航を達成した。これはおそらくディーゼルエンジンとエレクトリックモーターで航行する通常動力型潜水艦の最長潜航記録であったと思われる。1950年の大西洋西部における最初の配備でピカーレルは、朝鮮戦争に参加した最初の潜水艦の内の1隻として4ヶ月を過ごした。
1951年春に真珠湾へ帰還すると、ピカーレルはハワイ海域でその能力テストを行い、1953年7月に再び極東に戻る。
ピカーレルは1954年初めにハワイへ帰還しオーバーホールを行い、その後再び西太平洋で航空機および水上艦からなる対潜水艦部隊の訓練任務を1955年6月まで継続した。ピカーレルは12月1日にハワイへ帰還した。
その後1963年まで太平洋北部と太平洋西部での任務を交互に行った。1962年には GUPPY III 近代化改修が行われた。
ピカーレルは1964年12月28日まで真珠湾を拠点として活動し、その後第7艦隊の1ユニットとして西太平洋で活動するため横須賀に向けて出航した。翌年からはハワイと極東での任務に交互に従事した。ピカーレルの任務は1966年の秋にはヤンキー・ステーションのベトナム作戦地帯での活動が加わった。
ハワイ海域での活動後、ピカーレルは1968年1月16日に再び西へ向けて出航した。東洋各地の港を訪問後、5月8日にヤンキー・ステーションに到着する。戦闘地帯での任務後、ピカーレルは日本経由で7月8日に真珠湾に到着した。8月1日にカリフォルニア州サンディエゴへ母港が変更され、8月22日に西海岸へ向けて出航した。
ピカーレルは1972年8月18日にイタリア海軍に転籍し、1977年12月5日にアメリカ海軍から除籍された。
ピカーレルとヴォラドール (USS Volador, SS-490) の2隻は同時にイタリア海軍へ転籍し就役した。いくつかの民間の資料ではどちらがプリモ・ロンゴボルド (Primo Longobordo, S-501) となり、もう一方がジャンフランコ・ガッツアナ・プリアロジア (Gianfranco Gazzana Priaroggia, S-502) となったのかはっきりしない。アメリカ海軍のネイバル・ヒストリカル・センターではピカーレルがプリモ・ロンゴボルドとなり、ヴォラドールがジャンフランコ・ガッツアナ・プリアロジアになったとする。プリモ・ロンゴボルドは1980年1月31日もしくは1981年5月31日に除籍された。